# Alamo - Gli ultimi eroi
Alamo - Gli ultimi eroi (The Alamo) è un film del 2004 diretto da John Lee Hancock.
La pellicola è basata sulla nota battaglia avvenuta nel 1836 nel forte di Alamo, in Texas, originariamente concepita come una missione a scopo religioso e divenuta fortificazione solo in seguito a scorribande di messicani, nativi americani, e statunitensi.

## Trama
1836, Il Tenente Colonnello William Barret Travis viene incaricato di presidiare Alamo per resistere all'assalto dell'esercito messicano guidato dal dittatore del Messico, il generale Antonio López de Santa Anna. Arrivato sul luogo incontra difficoltà a ottenere disciplina dai suoi uomini, che preferiscono l'autorità di Jim Bowie alla sua. Di lì a poco arriva anche Davy Crockett, il leggendario eroe americano.
Alla guida di un gruppo di 200 texani, Travis resistette per circa due settimane, aspettando invano i rinforzi di Samuel Houston; il forte finisce così per cadere, a costo di numerose perdite da parte dell'esercito messicano, con un attacco al limite della follia (infatti sarebbe bastato aspettare il mattino successivo per utilizzare l'artiglieria e sfondare le fortificazioni).
In seguito, attirando le forze divise e indebolite di Santa Anna verso est, avviene la riscossa del generale Samuel Houston (a capo delle milizie e dei volontari texani), che in 18 minuti sconfigge l'armata messicana, conferendo al Texas la forma e le dimensioni che ha tutt'oggi. Santa Anna venne catturato, ma rilasciato in cambio della promessa di non attaccare mai più il Texas con le sue armate.

## Produzione
La regia doveva essere inizialmente di Ron Howard, che rifiutò per controversie con la Walt Disney Productions. L'attore Billy Bob Thornton seguì lezioni di violino per girare le scene in cui appare con lo strumento.
Molte delle comparse che appaiono nel film sono discendenti dei difensori originali di Fort Alamo. Il set costruito è il più grande nella storia dei film girati negli Stati Uniti.

## Distribuzione
Negli Stati Uniti è uscito nelle sale cinematografiche il 29 aprile 2004. In Italia, invece, è uscito il 25 giugno.

## Accoglienza
Il film non è stato apprezzato dalla critica né dal pubblico, risultando un enorme flop al botteghino: costato 107 milioni di dollari ha avuto un ritorno economico di poco più di 25 milioni.
Storicamente molto accurato, sia nella rappresentazione dell'assedio, sia nella ricerca uniformologica, dell'armamento, del vestiario e dell'oggettistica.